# 中嶋英雄
中嶋 英雄（なかじま ひでお、1949年8月3日 - ）は、日本の工学者。大阪大学産業科学研究所名誉教授、財団法人若狭湾エネルギー研究センター所長。2009年に紫綬褒章を受章している工学博士。

## 年譜
- 1949年（昭和24年） - 栃木県に生まれる。
- 1967年（昭和42年） - 栃木県立栃木高等学校卒業
- 1971年（昭和46年） - 東北大学工学部金属材料工学科卒業
- 1977年（昭和52年） - 東北大学大学院工学研究科博士課程修了
  - レンスレア工科大学（米国）・助手
  - 東北大学金属材料研究所・助手
  - 同助教授
  - 岩手大学工学部教授
- 1996年（平成8年） - 大阪大学産業科学研究所・教授
- 2009年（平成21年） - 紫綬褒章受章
- 2012年（平成24年） - 大阪大学名誉教授、財団法人若狭湾エネルギー研究センター所長

## 栄典
- 2009年 - 紫綬褒章
- 2022年 - 瑞宝中綬章[1][2]

## 著作
- 『第19回「大学と科学」人体にやさしい医療材料』（クバプロ）